# Aphelandra inaequalis
Aphelandra inaequalis är en akantusväxtart som beskrevs av Gustav Lindau. Aphelandra inaequalis ingår i släktet Aphelandra och familjen akantusväxter. Inga underarter finns listade i Catalogue of Life.